# Patrātu
Patrātu är en ort i Indien.   Den ligger i delstaten Jharkhand, i den östra delen av landet, 1 000 km sydost om huvudstaden New Delhi. Patrātu ligger 378 meter över havet och antalet invånare är 32 132.
Terrängen runt Patrātu är platt österut, men västerut är den kuperad. Runt Patrātu är det tätbefolkat, med 735 invånare per kvadratkilometer. Patrātu är det största samhället i trakten. Trakten runt Patrātu består till största delen av jordbruksmark.